# Aigronne
L'Aigronne est un cours d'eau français, qui coule dans les départements de l'Indre et d'Indre-et-Loire, en région Centre-Val de Loire.
C'est un affluent de la Claise, donc un sous-affluent de la Loire, par la Creuse et la Vienne.

## Géographie

### Cours
Le cours d'eau à une longueur de 31,25 km.
Il prend sa source dans le département de l'Indre, à 145 m d'altitude, près de l'« étang de l'Île », sur le territoire de la commune de Paulnay, puis s'écoule vers l'ouest.
Son confluent avec la Claise, se situe dans le département d'Indre-et-Loire, à 57 m d'altitude, sur le territoire de la commune du Grand-Pressigny,.

### Départements et communes traversés
La rivière traverse sept communes situées dans les départements de l'Indre et d'Indre-et-Loire,.

#### Indre (36)
- Cléré-du-Bois
- Obterre
- Paulnay

#### Indre-et-Loire (37)
- La Celle-Guenand
- Charnizay
- Le Grand-Pressigny
- Le Petit-Pressigny

### Bassin versant
Les bassins hydrographiques sont découpés dans le référentiel national BD Carthage en éléments de plus en plus fins, emboîtés selon quatre niveaux : régions hydrographiques, secteurs, sous-secteurs et zones hydrographiques.
L'Aigronne traverse la zone hydrographique « La Claise de l'Aigronne à la Creuse ».
Le bassin versant de l'Aigronne s'insère dans les zones hydrographiques « La Claise de l'Aigronne à la Creuse », au sein du bassin DCE plus large « La Loire, les cours d'eau côtiers vendéens et bretons ».

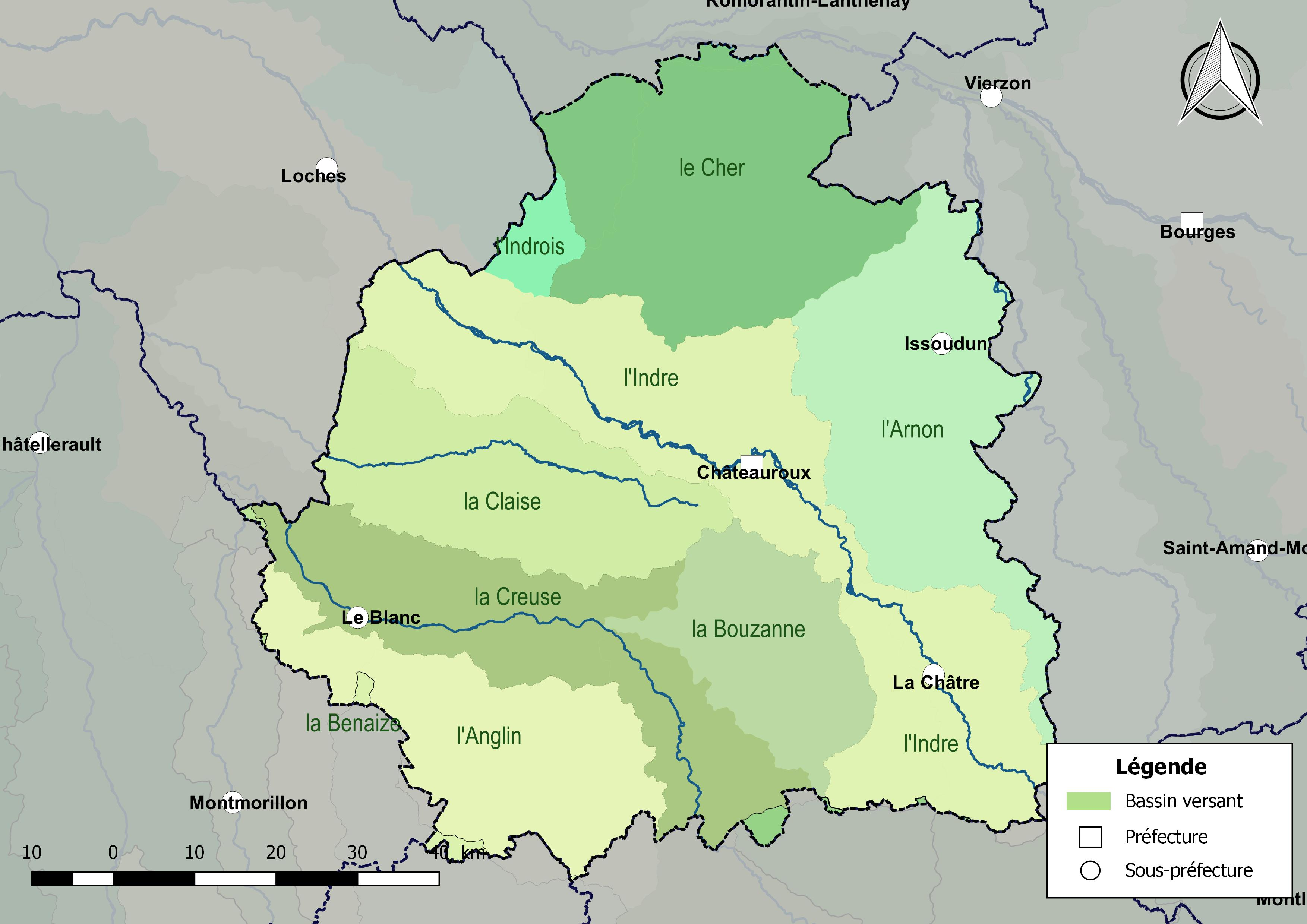
Les principaux bassins versants du département de l'Indre.
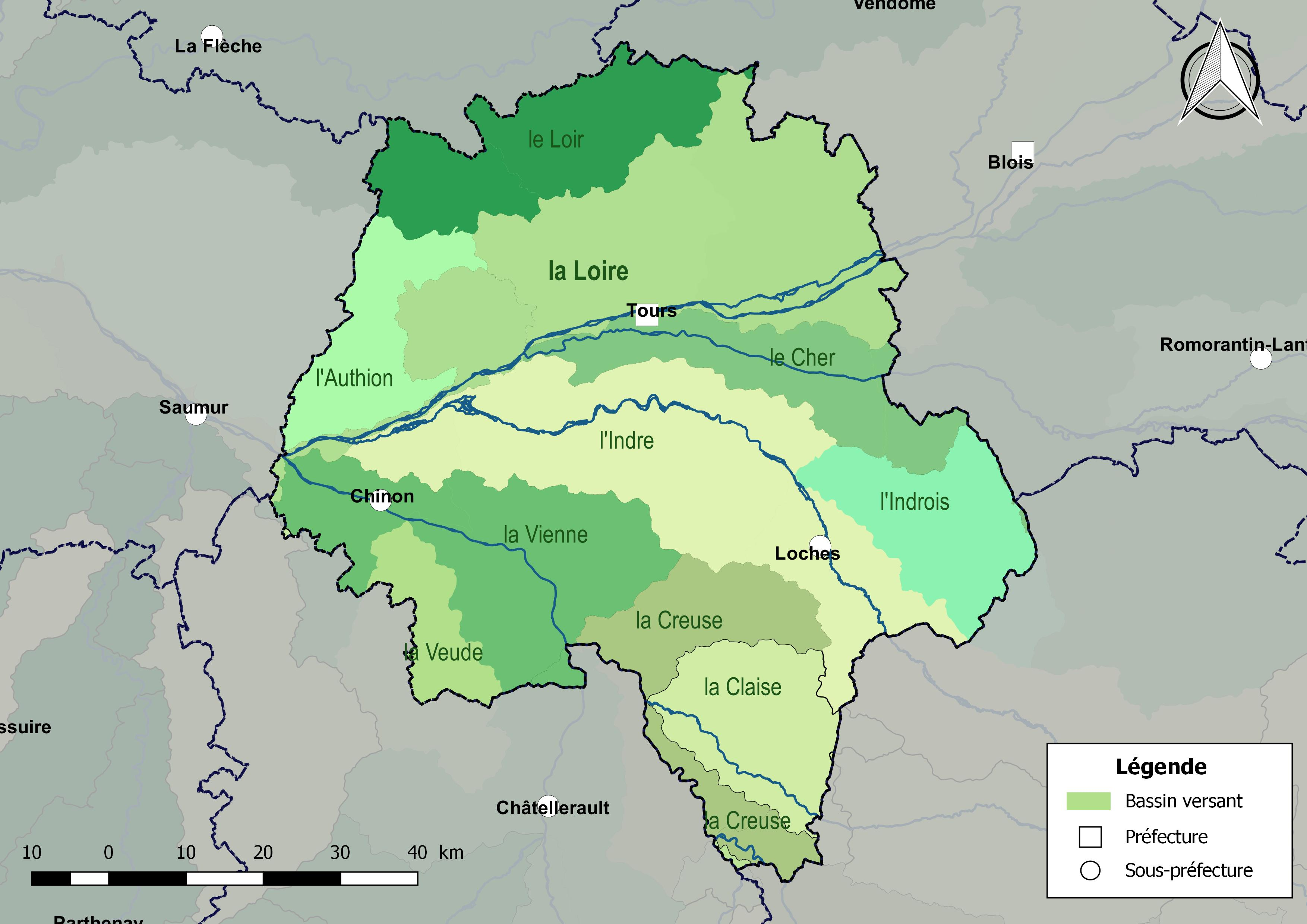
Les principaux bassins versants du département d'Indre-et-Loire.

#### Échelle du bassin
En France, la gestion de l’eau, soumise à une législation nationale et à des directives européennes, se décline par bassin hydrographique, au nombre de sept en France métropolitaine, échelle cohérente écologiquement et adaptée à une gestion des ressources en eau. L'Aigronne est sur le territoire du bassin Loire-Bretagne et l'organisme de gestion à l'échelle du bassin est l'agence de l'eau Loire-Bretagne.

## Affluents
L'Aigronne possède vingt deux affluents.
| Noms     | km | Noms     | km |
| -------- | -- | -------- | -- |
| L6214800 | 4  | L6214900 | 2  |
| L6215500 | 4  | L6216400 | 2  |
| L6216100 | 4  | L6216500 | 2  |
| L6214400 | 3  | L6214940 | 1  |
| L6214200 | 3  | L6214100 | 1  |
| L6215300 | 2  |          |    |

| Noms                 | km | Noms     | km |
| -------------------- | -- | -------- | -- |
| Ruisseau le Remillon | 9  | L6214850 | 2  |
| L6216900             | 7  | L6214600 | 2  |
| L6215200             | 6  | L6214140 | 2  |
| L6215400             | 4  | L6214300 | 2  |
| L6217000             | 3  | L6216700 | 1  |
| L6216200             | 2  |          |    |

### Rang de Strahler
Son rang de Strahler est de trois.

## Hydrologie

### Station de mesures du Grand-Pressigny - pont Saint-Martin
Établie à 56 m d'altitude, la station de mesure est située sur la commune du Grand-Pressigny (Indre-et-Loire), au niveau du pont Saint-Martin. Elle fut mise en service le 29 décembre 2016 à 00h00. C'est une station de type « station à une échelle » et son statut est « station avec signification hydrologique ». Son bassin versant topographique représente 0 km2. Cette station mesure les hauteurs et les débits du cours d'eau.

### État des masses d'eau et objectifs
Pour les cours d’eau, la délimitation des masses d’eau est basée principalement sur la taille du cours d’eau et la notion d’hydro-écorégion. Ces masses d’eau servent ainsi d’unité d’évaluation de l’état des eaux dans le cadre de la directive européenne.
L'Aigronne fait partie des masses d'eaux codifiée FRGR0429 et dénommée « L'Aigronne et ses affluents depuis la source jusqu'à la confluence avec la Claise ».
Le schéma directeur d'aménagement et de gestion des eaux (Sdage) Loire-Bretagne est un document de planification dans le domaine de l’eau. Il définit, pour une période de six ans les grandes orientations pour une gestion équilibrée de la ressource en eau ainsi que les objectifs de qualité et de quantité des eaux à atteindre dans le bassin Loire-Bretagne. L'état des lieux 2013 défini dans la SDAGE 2016 – 2021 et les objectifs à atteindre pour cette masse d'eau sont les suivants,, :
| Code masse d'eau | FRGR0429 | L'Aigronne et ses affluents depuis la source jusqu'à la confluence avec la Claise |

| Écologique | Biologique | Physico-chimie générale | Polluants spécifiques |
| ---------- | ---------- | ----------------------- | --------------------- |
| Bon état   | Bon état   | Médiocre                | X                     |

| Écologique | Chimique | Global   |
| ---------- | -------- | -------- |
| Bon état   | Bon état | Bon état |

La communauté de communes de la Touraine du Sud veut lancer prochainement un contrat de restauration et d'entretien sur tout le bassin de la Claise dont l'Aigronne.

## Aménagements et écologie

### Milieu naturel
L'Aigronne de la source jusqu'à la confluence avec la Claise est classée dans la liste 1 au titre de l'article L. 214-17 du code de l'environnement sur le bassin Loire-Bretagne. Du fait de ce classement, aucune autorisation ou concession ne peut être accordée pour la construction de nouveaux ouvrages s'ils constituent un obstacle à la continuité écologique et le renouvellement de la concession ou de l'autorisation des ouvrages existants est subordonné à des prescriptions permettant de maintenir le très bon état écologique des eaux.
Le cours d'eau est de première catégorie.

#### Réserve biologique
Un cours d’eau est considéré comme réserve biologique lorsqu'il comprend une ou plusieurs zones de reproduction ou d’habitat des espèces de phytoplanctons, de macrophytes et de phytobenthos, de faune benthique invertébrée et l’ichtyofaune, et permet leur répartition dans un ou plusieurs cours d’eau du bassin versant. Les réservoirs biologiques, nécessaires au maintien ou à l’atteinte du bon état écologique des cours d’eau, correspondent donc :
- à un tronçon de cours d’eau ou annexe hydraulique qui va jouer le rôle de pépinière, de « fournisseur » d’espèces susceptibles de coloniser une zone naturellement ou artificiellement appauvrie (réensemencement du milieu) ;
- à des aires où les espèces peuvent accéder à l’ensemble des habitats naturels nécessaires à l’accomplissement des principales phases de leur cycle biologique (reproduction, abri-repos, croissance, alimentation).

Dans le cadre des travaux préparatoires à l'élaboration de ce classement au sein du SDAGE Loire-Bretagne 2016-2021, l'Aigronne et ses affluents, depuis la source jusqu'à sa confluence avec la Claise, est répertoriée comme réserve biologique, sous l'identifiant RESBIO_330. Les espèces présentes sont : la mulette perlière et la truite fario.